# Orvosi atracél
Az orvosi atracél (Anchusa officinalis) a borágófélék (Boraginaceae) családjába tartozó atracél (Anchusa) növénynemzetség egyik faja. Nevezik még patikai ökörnyelvfűnek is.

## Származása, elterjedése
Európától a Kaukázusig fordul elő; Magyarországon gyakori. Száraz, szikár gyepek; száraz, meleg erdők; szántóföldek; zavart, taposott termőhelyek; faültetvények növénye. Száraz talajokon él. Közömbös kémhatású talajokon előforduló faj.

## Megjelenése, felépítése

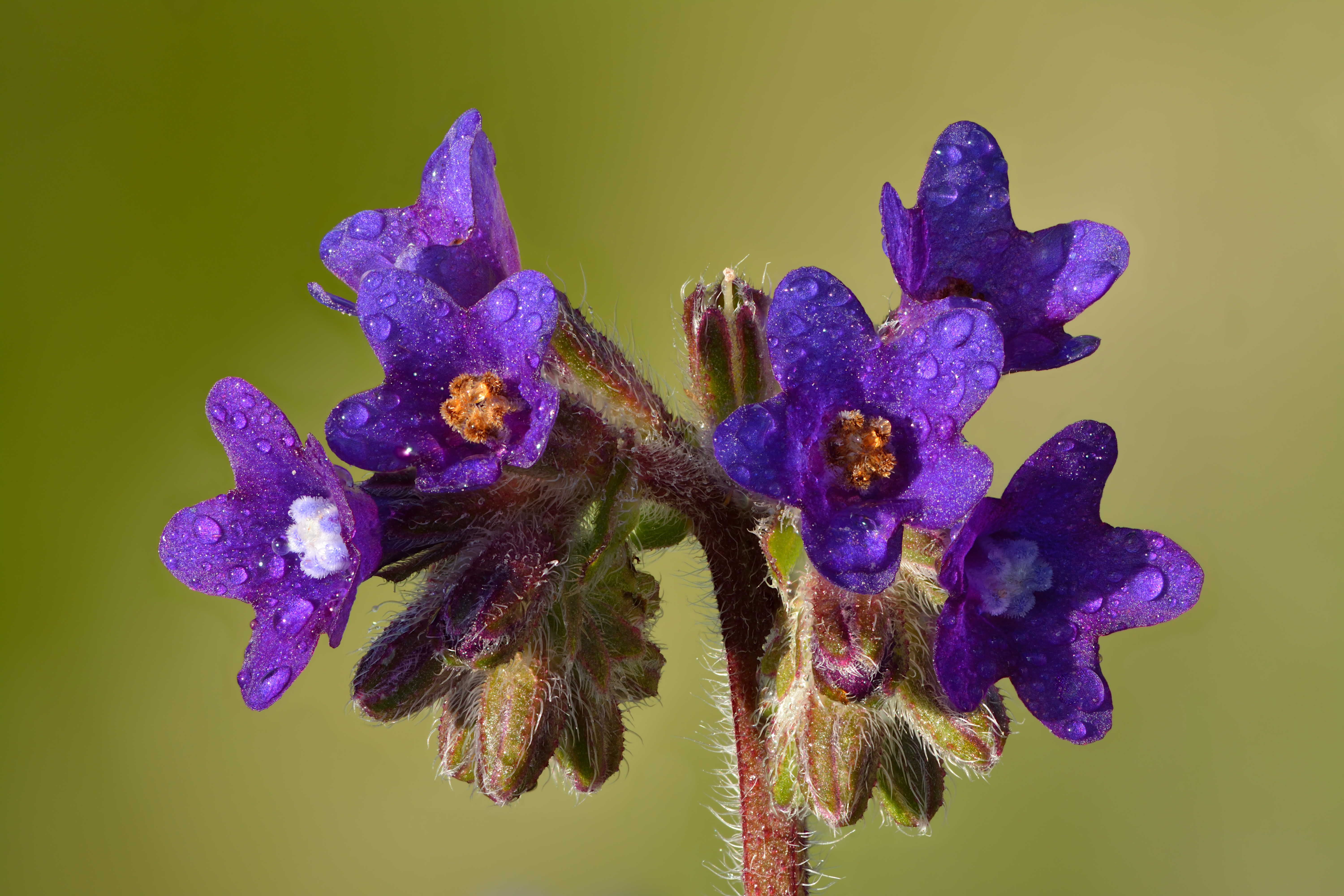
Orvosi atracél

Kétéves, évelő növény. 20-80 (ritkán 100) cm magasságot elérő, felálló szárú. Az egész növény szemölcsökön álló serteszőrökkel sűrűn borított (ez alapján lehet megkülönböztetni a hasonló megjelenésű erdei gyöngykölestől, melynek hajtása sokkal kevésbé szőrös, majdnem kopasz). Szára rendszerint csak a virágzatban ágazik el. Levelei lándzsásak, a legalsók nyélbe keskenyedők, a felsők ülők, laposak, ép- vagy ritkásan fogas szélűek, körülölelik a szárat. Virágzata sokvirágú, a virágok murvalevelesek, tölcsér alakúak, ötcimpájú pártával. Csészéje kb. harmadáig cimpákra osztott, terméséréskor kb. 1 cm hosszú. Pártája színe eleinte bíbor színű, később lila, kék, ritkán fehér; csöve egyenes és a csészéből felényire kiálló, átmérője és csövének hossza egyaránt mintegy 7–10 mm. Terméskék ferdén tojás alakúak, finom szemölcsűek és bordázottak.

## Drog, hatóanyagok
Gyógyhatása nem ismert. Allantoin, nyálkaanyagok, cseranyagok, toxikus pirrolizidin-alkaloidok.
A leveles hajtást a népi gyógyászat a fekete nadálytőhöz hasonlóan használja belsőleg köhögés vagy hasmenés ellen, külsőleg sérülések és reumatikus fájdalmak kezelésére.
Fogyasztása semmilyen formában nem javasolt, ugyanis a növény pirrolizidin alkaloidokat tartalmaz, amelyek bizonyítottan mérgezők a máj számára. A fiatal levelek és hajtások zöldségként való fogyasztása sem tanácsos.